# Rauenthal (Meißen)
Rauenthal (auch: Rauhental) ist ein Stadtteil von Meißen, Sachsen. 
Das Rauenthal ist ein kurzes und tiefes linkes Seitental des Tals der Triebisch, südwestlich der Meißner Altstadt. Es liegt zwischen Questenberg und Jüdenberg, nordwestlich benachbart ist die Kynastsiedlung, nordöstlich Hintermauer und am südöstlichen Ausgang des Tals steht die Porzellanmanufaktur Meißen im Stadtteil Triebischtal.
Der Ortsname wird 1286 erstmals als „Ruenthal“ erwähnt, 1421 wird der Ort „Ruwental“ genannt. Die Schreibweise „Rauenthal“ ist aus dem Jahre 1447 überliefert, 1791 war daneben die umgedeutete Form „Raupenthal“ in Gebrauch. Der selbsterklärende Ortsname bedeutet „raues Tal“ und bezeichnet ein struppiges, unebenes und unfruchtbares Gelände. Dies zeigt, dass das Tal für den Weinbau wohl letztlich wenig günstige Bedingungen bot.
Im Rauenthal stand ein Vorwerk des St.-Afra-Klosters. Markgraf Heinrich III. übergab 1241 dem Kloster Buch einen Hof mit Äckern und Weinbergen in Meißen. Wahrscheinlich handelte es sich dabei um Rauenthal. Im gleichen Jahr verfügte Bischof Konrad I. von Wallhausen dem Kloster den Weinzehnt eines Rauenthaler Weinberges. Im Jahre 1431 bestand ein Allodium. 
Nachdem das Einzelgut wüstgefallen war, dauerte es Jahrhunderte bis zur Wiederbesiedlung des Terrains. Bereits im Jahre 1791 sind dort Weinbergsgrundstücke belegt, die 1875 genau 91 Einwohner aufwiesen. Unmittelbar nach der Reblaus-Katastrophe gab es 1908 eine Häusergruppe, unterschieden wurde damals in das Obere und Untere Rauenthal. Heute führt die Rauhentalstraße durch den Ort, deren Schreibweise der deutschen Rechtschreibung des 20. Jahrhunderts entspricht („rauh“ statt „rau“).